# .30-06 Springfield
El .30-06 Springfield (pronunciado «treinta-cero-seis»), o 7,62 x 63 en el sistema métrico, es un cartucho de fusil que entró en servicio para el Ejército de Estados Unidos en 1906 (de ahí la designación 06). Fue el cartucho estándar para ese país en ambas Guerras Mundiales y en la guerra de Corea, y se utilizó hasta principios de la década de 1970. Reemplazó al .30-03 Springfield, al 6mm Lee Navy de la Armada y al .30 Army (también llamado .30-40 Krag). El .30-06 Springfield fue el cartucho estándar del Ejército de Estados Unidos durante casi cincuenta años hasta ser reemplazado por el 7,62 x 51 OTAN (.308 Winchester civil). Sigue siendo uno de los cartuchos más populares para caza mayor en Norteamérica y uno de los más célebres internacionalmente.

## Historia

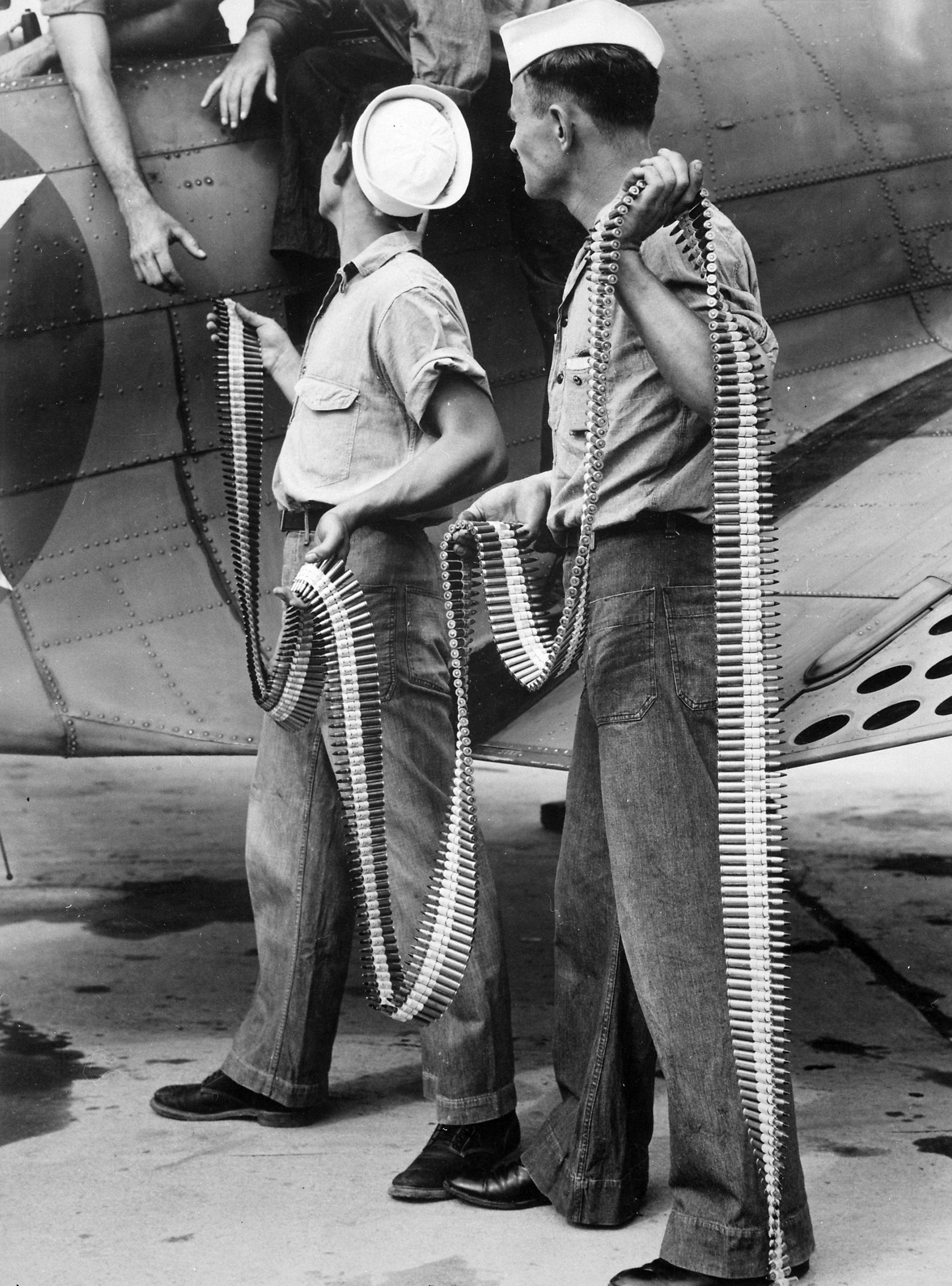
Personal de la Armada cargando cinta de balas .30-06 Springfield a bordo de un SBD Dauntless. Norfolk, Virginia, Estados Unidos de América. Septiembre de 1942.

Muchos países estaban a principios del siglo XX adoptando la bala spitzer (proyectil con punta aguda, no redondeada): Francia en 1898, Alemania en 1905, Rusia en 1908 y Reino Unido en 1914. El cartucho .30-03 estadounidense, en cambio, tenía un proyectil de punta redondeada, por lo que debía ser reemplazado por un diseño spitzer. Era necesario desarrollar una nueva vaina con el cuello más corto; el objetivo era disparar un proyectil de 9,7 gramos (149,7 granos) con velocidad de salida de 820 m/s.
El fusil M1903 Springfield, que había entrado en servicio junto con el cartucho .30-03, fue modificado para disparar el .30-06, también conocido como M1906. Se realizaron modificaciones al cañón y la recámara del fusil para mejor funcionamiento de la nueva bala. La experiencia estadounidense en la Primera Guerra Mundial indicaba que las ametralladoras de los otros países tenían un alcance efectivo mucho mayor. Antes del empleo generalizado de morteros ligeros y artillería, el disparo de ametralladoras a larga distancia era de gran importancia para la táctica de infantería estadounidense. Esto llevó a que en 1926 se desarrollara el cartucho .30 M1 Ball, que usaba una bala de 11,3 gramos (174.4 granos) con una base troncocónica inclinada a 9.º que desarrollaba un menor velocidad de salida: 800 m/s. Esta bala ofrecía un mayor alcance efectivo debido a su mayor coeficiente balístico.
Al terminar la guerra, había un excedente de más de 2.000.000.000 de cartuchos. Las regulaciones del ejército hacían que en los entrenamientos se utilizara primero la munición más vieja. Así, la versión anterior del .30-06 se utilizó para entrenamiento; los depósitos de la nueva munición M1 se llenaron gradualmente a medida que se acababa la munición vieja. En 1936 se descubrió que el alcance máximo del M1 con su bala de 11,3 g superaba las limitaciones de seguridad. Por esto se dio una orden de emergencia que implicaba fabricar el M1 de manera que tuviera unas características similares a las del antiguo cartucho. Entonces se desarrolló en 1938 un nuevo cartucho que era un duplicado del viejo M1906, pero con un encamisado 95% cobre/5% zinc y una aleación de plomo diferente, dando como resultado una bala de 9,8 gramos (151,2 granos). Este cartucho recibió la designación Cartridge .30 M2 Ball y tenía un proyectil de base plana con una velocidad de salida mayor a la de sus predecesores: 854 m/s.

## Desempeño

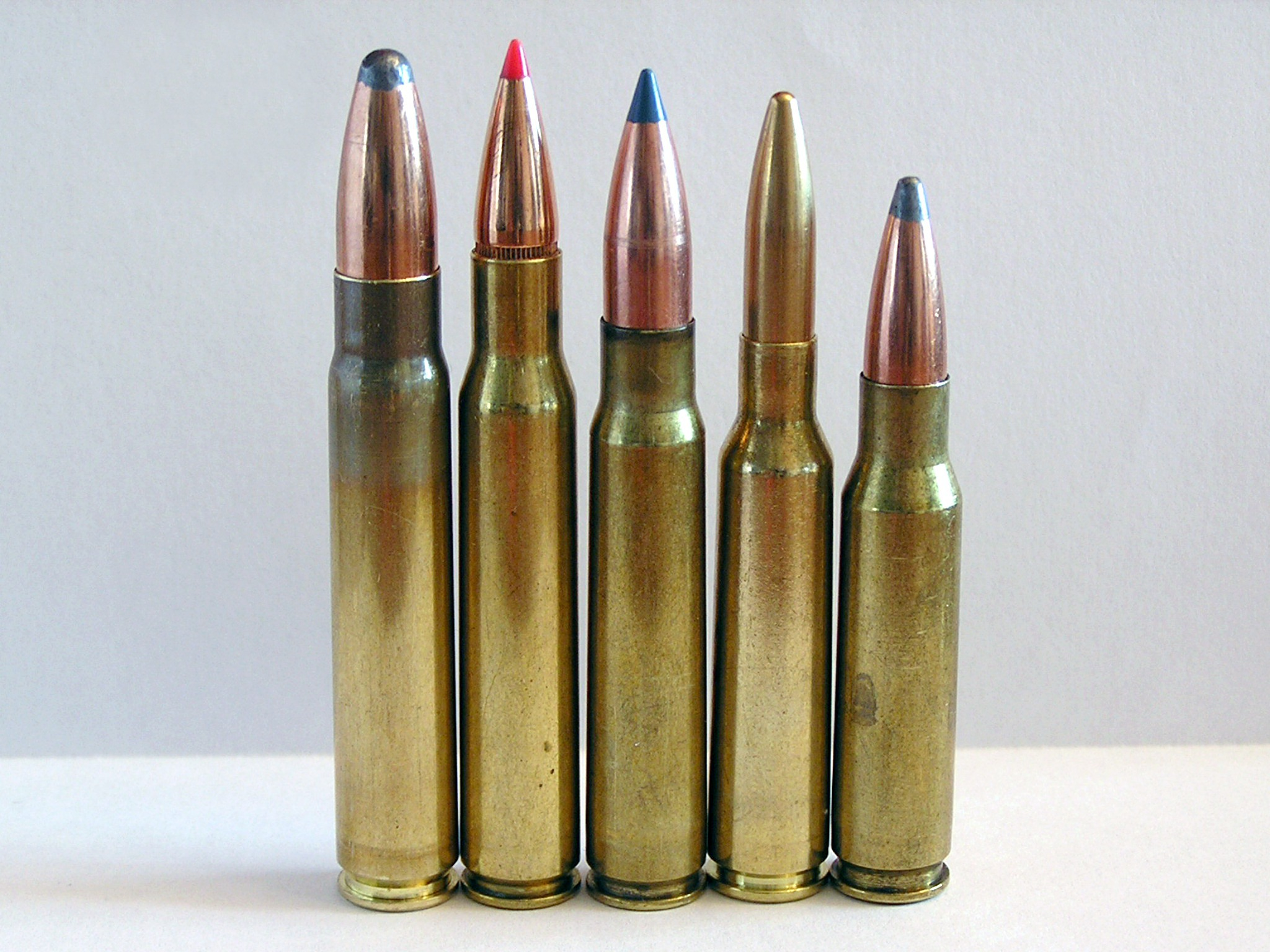
De izquierda a derecha: 9,3 x 62, .30-06 Springfield, 7,92 x 57 IS, 6,5 x 55 y .308 Winchester.

El .30-06 es un cartucho muy potente diseñado para hacer blanco a distancias de 1 km. En 1906, el cartucho original M1906 .30-06 consistía de una bala de 9,7 g con encamisado de cuproníquel. Después de la Primera Guerra Mundial, las Fuerzas Armadas estadounidenses necesitaban ametralladoras con un mejor rendimiento a largas distancias. Basada en informes sobre armas europeas, una nueva bala más aerodinámica de 11,2 gramos (172,8 granos) fue desarrollada. Este cartucho con la bala de 11,2 g fue designado Cartridge, .30, M1 Ball. El .30-06 era mucho más potente que el cartucho japonés 6,5 x 50 Arisaka y más poderoso que el 7,70 x 58 Arisaka del mismo país. El nuevo cartucho M1 resultó ser significativamente más preciso que el M1906.
El cartucho .30-06 es muy utilizado en fusiles de caza y para el tiro deportivo. En el presente se fabrican balas con pesos desde 7,1 gramos (109,6 granos) hasta 14,3 gramos (220,7 granos), además de proyectiles subcalibrados de 3,6 gramos (55,6 granos). Se fabrican diferentes cargas con mayor o menor presión y velocidad.
El más moderno cartucho 7,62 x 51 OTAN (.308 Winchester civil) ofrece un rendimiento similar al .30-06, si bien es de menor tamaño. Sin embargo, la vaina más larga del cartucho .30-06 Springfield (63 mm contra 51 mm) permite cargas mucho más potentes si el tirador prefiere.

## Armas que emplearon el .30-06 Springfield

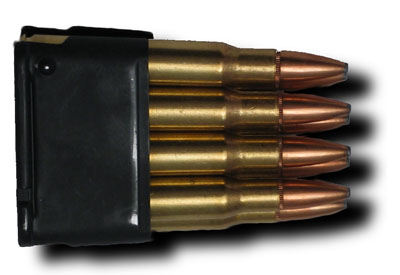
Peine en bloque de 8 cartuchos para el fusil semiautomático M1 Garand.

El .30-06 Springield es probablemente el cartucho metálico de cerrojo más popular para la caza mayor, por lo que ha sido recamarado para la mayoría de fusiles de producción en diferentes mecanismos y configuraciones. A continuación una lista de algunas armas largas fabricadas en .30-06.

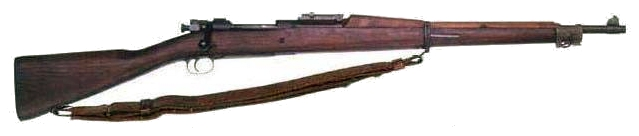
Un Springfield M1903.

- Fusil de palanca Winchester Modelo 1895
- Fusil de cerrojo M1903 Springfield
- Fusil de cerrojo Mauser 98
- Fusil M1917 Enfield
- Fusil Winchester Modelo 70
- Algunas ametralladoras Gatling
- Ametralladora ligera Hotchkiss M1909 Benet-Mercie
- Ametralladora ligera Chauchat
- Ametralladora Lewis
- Ametralladora Browning M1917
- Ametralladora Browning M1919
- BAR
- Fusil semiautomático M1 Garand
- Fusil de cerrojo Mannlicher Shonauer
- Fusil semiautomático Johnson M1941
- Ametralladora ligera Johnson M1941
- Fusil de cerrojo Remington 700
- Fusil de cerrojo Ruger M77
- Fusil de cerrojo Ruger No. 1
- Ametralladora ligera Mendoza RM2

## Uso deportivo
Si bien el cartucho fue diseñado con fines militares, debido a sus características fue rápidamente adoptado por cazadores de todo el mundo, volviéndose hasta el día de hoy uno de los más populares para todo tipo de caza mayor. Debido a la gran variedad de proyectiles de diversos pesos y formas, el .30-06 Springfield es uno de los más versatiles, pudiendo ser usado para especies menores, tales como zorros y alimañas, hasta cérvidos de gran tamaño como el alce, wapiti o antílopes grandes como el kudú, waterbuck o eland.
Con proyectiles de entre 150 y 168 granos, el .30-06 es adecuado para la caza mayor de cualquier especie de cérvido o antílope de tamaño mediano, u otras especies de tallas similares. El proyectil de 150 granos con una velocidad de salida de 2,950 pies por segundo, ofrece una trayectoria plana que facilita la ejecución de tiros a distancias considerables para fines cinegéticos. Los proyectiles más pesados, de 180 y 200 granos, le dan mayor momento para la caza de especies más grandes, a costa de una mayor sensación de retroceso del arma y una trayectoria menos plana. 
Si bien existen otras alternativas que pueden ofrecer ventajas sobre el .30-06, lo cierto es que este se mantiene arriba de las listas de popularidad y con las pólvoras actuales y proyectiles de alto coeficiente balístico, ofrece una performance superior a la que ofrecía en épocas pasadas.
Comparándolo con el .270 Winchester, el cual se desarrolló a partir del casquillo del .30-06 Springfield, aunque no logra la trayectoria plana del .270 Win, la diferencia no es significativa, además el .30-06 permite disparar proyectiles más pesados, haciéndolo más versátil para cazar fauna de diferentes tamaños. Jack O'Connor, el célebre escritor de armas y caza deportiva, cuyo calibre favorito era el .270 Winchester, reconoció que el .30-06 Springfield era la opción más adecuada para quien quisiera disponer de un solo rifle para la caza mayor de todas las especies de Norteamérica.
Si el .30-06 Springfield es comparado con el .308 Winchester o el 6,5mm Creedmoor, ambos capaces de ser recamarados para mecanismos cortos, el .30-06 es 100 pies por segundo más rápido que el .308 Winchester, disparando proyectiles de similar peso y diseño; a su vez, el .30-06 es capaz de disparar un proyectil de 168 granos a unos 2,800 pies por segundo; velocidades similares a las logradas por el 6.5 Creedmoor con proyectiles de 120 granos.